# Монарх соломонський
Монарх соломонський (Monarcha castaneiventris) — вид горобцеподібних птахів родини монархових (Monarchidae). Ендемік Соломонових островів.

## Підвиди
Виділяють чотири підвиди:
- M. c. castaneiventris Verreaux, J, 1858 — острови Шуазель, Санта-Ісабель, Гуадалканал і Малаїта;
- M. c. obscurior Mayr, 1935 — острови Рассела;
- M. c. megarhynchus Rothschild & Hartert, E, 1908 — острів Макіра;
- M. c. ugiensis (Ramsay, EP, 1882) — острів Уґі[en].

## Поширення і екологія
Соломонські монархи живуть в тропічних лісах.

## Поведінка
За результатами дослідження 2009 року виявлено, що забарвлення й вокалізація деяких популяцій соломонських монархів суттєво відрізняються від інших. У результаті цього виникла репродуктивно ізольована група, що, імовірно, в недалекому майбутньому може призвести до виникнення нового виду.